# Umbenennung deutscher Ortsnamen in Australien
Die Umbenennung deutscher Ortsnamen in Australien erfolgte vor allem im Verlauf des Ersten Weltkriegs. Das Deutsche Reich befand sich im Kriegszustand mit dem Commonwealth of Australia und im Verlauf des Kriegsgeschehens entwickelte sich eine antideutsche Stimmung. Bis dahin waren die deutschen Auswanderer ein anerkannter Teil der australischen Gesellschaft gewesen und hatten einen bedeutenden Anteil am Aufbau Australiens gehabt.
Die deutschen Ortsnamen wurden entweder anglifiziert oder wurden durch Ortsnamen der Aborigines ersetzt wie beispielsweise Kobandilla und Karawirra oder Namen berühmter Personen wie des britischen Feldmarschalls Kitchener oder sie wurden nach den Schlachtfeldern des Ersten Weltkriegs (Verdun und Somme) benannt.
Nicht alle deutschen Orte wurden umbenannt, beispielsweise wurde der Ort Hermannsburg im Northern Territory nicht geändert, ebenso wenig der Ort Prenzlau in Queensland. Nach dem Ende des Ersten Weltkriegs gab es zahlreiche Rückbenennungen; eine der ersten erfolgte im Jahr 1920, als der Ort Townsend wieder seinen alten Namen Marburg erhielt und weitere folgten bis zum heutigen Tage. 1935 wurde in South Australia der Nomenclature Act of 1935 erlassen, der die Rückbenennung zahlreicher Orte auf gesicherter gesetzlicher Basis erlaubte.
In South Australia, wo die meisten Deutschen siedelten, wurden im Verlauf des Ersten Weltkrieges 64 Orte umbenannt (nach anderen Zählungen 70); in Tasmanien zwei, in Western Australia, Victoria und New South Wales jeweils drei und in Queensland 15.

## Politik
In Australien lebten im Jahre 1914 etwa 100.000 Deutsche bei einer Gesamtbevölkerung von etwa 4,5 Millionen. Sie wurden in Australien respektiert, denn sie hatten am Aufbau des Landes großen Anteil gehabt. 1900 waren fast 10 % der südaustralischen Bevölkerung Deutsch-Australier. Als Deutschland im Ersten Weltkrieg zu einem Feind des Commonwealth wurde, entstand eine landesweite anti-deutsche Hysterie und viele Britisch-Australier nahmen an, dass die Deutschen in Australien den deutschen Kaiser unterstützen würden.
Die Hysterie äußerte sich auch in den Namensänderungen von Orten, die entweder durch Gesetzeserlass oder Petition erfolgten. Die Präsenz deutscher Namen in Australien wurde von vielen Australiern als Affront aufgefasst und sensibilisierte einen Großteil der Bevölkerung jener Zeit. Nicht nur die Namen wurden geändert, sondern es kam während des Krieges zu vielen Diskriminierungen deutschstämmiger Australier, die auch teilweise interniert wurden. Deutsch-Australier fanden kaum Beschäftigung, und infolgedessen waren viele von ihnen gezwungen, selbstständig in die Internierungslager zu gehen; es gab auch britischstämmige Australier, die nicht mehr gemeinsam mit den „Deutschen“ arbeiten wollten.
Als die australische Bundesregierung unter Billy Hughes 1916 die allgemeine Wehrpflicht einführen wollte, lehnten die Australier dies in einer Volksbefragung im Oktober 1916 ab. Einige politische Gruppen machten die Katholiken und die Deutsch-Australier für das Scheitern dieses Volksentscheides verantwortlich und gaben vor, dass die Deutsch-Australier gegen die Wehrpflicht im Volksentscheid gestimmt hätten. 1917 verweigerte daraufhin Premierminister Billy Hughes den Deutsch-Australiern das Stimmrecht, allerdings scheiterte auch der zweite Volksentscheid über die Wehrpflicht mit einer noch größeren Anzahl ablehnender Stimmen. Die Verweigerung des Stimmrechts, ein Zeichen des Zweifels an ihrer Loyalität, traf viele der Deutsch-Australier, die bei den australischen Streitkräften dienten.

## New South Wales
| Germantown geändert in      | Holbrook        | (geändert 1915)                       |
| German’s Hill geändert in   | Lidster         |                                       |
| German Creek geändert in    | Empire Vale     |                                       |
| Ebenezer geändert in        | Walla Walla     |                                       |
| Schlinkers Lane geändert in | Bullecourt Lane | (heute Ultimo, ein Vorort von Sydney) |

## Northern Territory
Das Northern Territory war damals wenig besiedelt. Es gab allerdings eine Siedlung mit deutschem Namen, Hermannsburg, die Missionsstation der Lutheraner seit 1877, deren Namen nicht geändert wurde. Weitere Namen deutschen Ursprungs sind die Petermann Ranges, die Ernest Giles 1874 nach dem deutschen Geo- und Kartographen August Petermann und den Mount Zeil, der von einem anderen Forscher nach dem Grafen Waldburg-Zeil benannt wurde.

## Queensland
Bis 1890 kamen 245.000 Einwanderer nach Queensland. Davon waren 86 % Briten und unter den restlichen 14 % bildeten die Deutschen die größte Gruppe.
| Bergen geändert in     | Murra Murra     |                                    |
| Bergenside geändert in | Neuve           |                                    |
| Bismarck geändert in   | Maclagan        |                                    |
| Engelsburg geändert in | Kalbar          |                                    |
| Fahley geändert in     | Kilbirnie       |                                    |
| Gehrkevale geändert in | Mount Mort      |                                    |
| Gramzow geändert in    | Carbrook        |                                    |
| Hapsburg geändert in   | Kowbi           |                                    |
| Hessenburg geändert in | Ingoldsby       |                                    |
| Kirchheim geändert in  | Haigslea        |                                    |
| Marburg geändert in    | Townsend (1917) | seit 1920 wieder Marburg           |
| Minden geändert in     | Frenchton       | seit 1930 wieder Minden            |
| Roessler geändert in   | Applethorpe     |                                    |
| Stegelitz geändert in  | Woongoolba      | ein Ortsteil heißt jetzt Steiglitz |
| Teutoburgh geändert in | Witta           |                                    |

## South Australia
Die ersten deutschen Siedler in Australien waren Lutheraner aus den preußischen Ostgebieten, die auswanderten, weil sie vom Preußenkönig Friedrich Wilhelm III. wegen ihrer Religion verfolgt wurden. Von November bis Dezember 1838 erreichten mehrere Schiffe mit deutschen Auswanderern South Australia und diese ließen sich dort nieder. Um 1900 waren 10 % der Südaustralier deutschstämmig. In South Australia fanden die meisten Umbenennungen statt.
| Bartsch’s Creek geändert in          | Yedlakoo Creek          | (1986 in Bartsch Creek umbenannt)                                                    |
| Berlin Rock geändert in              | Panpandie Rock          |                                                                                      |
| Bethanien geändert in                | Bethany                 |                                                                                      |
| Bismarck geändert in                 | Weeroopa                |                                                                                      |
| Blumberg geändert in                 | Birdwood                |                                                                                      |
| Blumental geändert in                | Lakkari                 |                                                                                      |
| Buch(s)felde geändert in             | Loos                    |                                                                                      |
| Cape Bauer geändert in               | Cape of Wondoma         | (1948 wieder Cape Bauer)                                                             |
| Carlsruhe geändert in                | Kunden (umbenannt 1918) |                                                                                      |
| Ehrenbreitstein geändert in          | Mount Yerila            |                                                                                      |
| Ferdinand Creek geändert in          | Ernabella Creek         |                                                                                      |
| Friedensthal geändert in             | Black Hill              |                                                                                      |
| Friedrichstadt geändert in           | Tangari                 |                                                                                      |
| Friedrichswalde geändert in          | Tarnma                  |                                                                                      |
| Gebhardt’s Hills geändert in         | Polygon Ridge           | (1986 in Gebhardt Hills umbenannt)                                                   |
| German Creek geändert in             | Benara Creek            | (1986 wieder German Creek)                                                           |
| German Pass geändert in              | Tappa Pass              |                                                                                      |
| Germantown Hill geändert in          | Vimy Ridge              | (lediglich der Straßenname wurde auf Germantown Hill Road rückbenannt)               |
| Gottlieb’s Well geändert in          | Parnggi Well            |                                                                                      |
| Grunberg geändert in                 | Karalta                 | (1975 in Gruenberg umbenannt)                                                        |
| Grunthal geändert in                 | Verdun                  |                                                                                      |
| Hahndorf geändert in                 | Ambleside               | (1935 wieder Hahndorf)                                                               |
| Hasse’s Mound geändert in            | Larelar Mound           |                                                                                      |
| Heidelberg geändert in               | Kobandilla              |                                                                                      |
| Herrgott Springs geändert in         | Marree                  |                                                                                      |
| Hildesheim geändert in               | Punthari                |                                                                                      |
| Hoffnungsthal geändert in            | Karawirra               | (1975 wieder Hoffnungsthal)                                                          |
| Hundred of Basedow geändert in       | Hundred of French       | (“Hundred of” = “Distrikt von”)                                                      |
| Hundred of Homburg geändert in       | Hundred of Haig         |                                                                                      |
| Hundred of Krichauff geändert in     | Hundred of Beatty       |                                                                                      |
| Hundred of Paech geändert in         | Hundred of Cannawigra   |                                                                                      |
| Hundred of Pflaum geändert in        | Hundred of Geegeela     |                                                                                      |
| Hundred of Rhine (North) geändert in | Hundred of Jellicoe     |                                                                                      |
| Hundred of Rhine (South) geändert in | Hundred of Jutland      |                                                                                      |
| Hundred of Scherk geändert in        | Hundred of Sturdee      |                                                                                      |
| Hundred of Schomburgk geändert in    | Hundred of Maude        |                                                                                      |
| Hundred of Von Doussa geändert in    | Hundred of Allenby      |                                                                                      |
| Jaenschtown geändert in              | Kerkanya                |                                                                                      |
| Kaiserstuhl geändert in              | Mount Kitchener         | (1918 umbenannt in Kaiser’s Seat und seit 1975 wieder Kaiserstuhl Conservation Park) |
| Klaebes geändert in                  | Kilto                   |                                                                                      |
| Klemzig geändert in                  | Gaza                    | (1935 wieder Klemzig, der lokale Footballclub trägt weiterhin den Namen Gaza)        |
| Krause Rock geändert in              | Marti Rock              |                                                                                      |
| Krichauff geändert in                | Beatty                  | (1940 in Mount Mary umbenannt)                                                       |
| Kronsdorf geändert in                | Kabminye                | (1975 in Krondorf umbenannt)                                                         |
| Langdorf geändert in                 | Kaldukee                |                                                                                      |
| Langmeil geändert in                 | Bilyara (bei Tanunda)   | (1975 wieder Langmeil)                                                               |
| Lobethal geändert in                 | Tweedvale               | (1935 wieder Lobethal)                                                               |
| Mount Ferdinand geändert in          | Mount Warrabillinna     |                                                                                      |
| Mount Meyer geändert in              | Mount Kauto             |                                                                                      |
| Muller’s Hill geändert in            | Yandina Hill            |                                                                                      |
| Neudorf geändert in                  | Mamburdi                | (1986 wieder Neudorf)                                                                |
| Neukirch geändert in                 | Dimchurch               | (1975 wieder Neukirch)                                                               |
| New Hamburg geändert in              | Willyaroo               |                                                                                      |
| New Mecklenburg geändert in          | Gomersal                |                                                                                      |
| Oliventhal geändert in               | Olivedale               |                                                                                      |
| Petersburg geändert in               | Peterborough            |                                                                                      |
| Rhine Park geändert in               | Kongolia                |                                                                                      |
| Rhine Hill geändert in               | Mons                    |                                                                                      |
| Rhine River (North) geändert in      | The Somme               | (1971 in Somme Creek geändert)                                                       |
| Rhine River (South) geändert in      | The Marne               | (1971 in Marne River geändert)                                                       |
| Rhine Villa geändert in              | Cambrai                 |                                                                                      |
| Rosenthal geändert in                | Rosedale                |                                                                                      |
| Schoenthal geändert in               | Boongala                | (1986 wieder Schoenthal)                                                             |
| Seppelts geändert in                 | Dorrien                 |                                                                                      |
| Schreiberhau geändert in             | Warre                   | (1975 wieder Schreiberhau)                                                           |
| Siegersdorf geändert in              | Bultawilta              | (1975 wieder Siegersdorf)                                                            |
| Steinfeld geändert in                | Stonefield              | (1986 wieder Steinfeld)                                                              |
| Summerfeldt geändert in              | Summerfield             |                                                                                      |
| Vogelsang’s Corner geändert in       | Teerkoore               | (1986 wieder Vogelsang Corner)                                                       |
| Wusser’s Nob geändert in             | Karun Nob               | (1983 wieder Wusser Nob)                                                             |

## Tasmanien
1855 kamen 858 Deutsche, viele aus Südwest- oder Norddeutschland und etwa 500 Deutsche in den 1860er und 1870er Jahren nach Tasmanien. 1901 zählte man über 1.500 deutsche Einwanderer in Tasmanien.
| Bismarck geändert in    | Collinsvale |
| German Town geändert in | Lilydale    |

## Victoria
| Germantown geändert in     | Grovedale       |                                |
| Hochkirch geändert in      | Tarrington      |                                |
| Mount Bismarck geändert in | Mount Kitchener |                                |
| Reinholtz’s PO geändert in | Reynold’s PO    | (geändert am 5. November 1920) |

## Western Australia
1891 wurden in Western Australia knapp 300 Personen deutscher Herkunft gezählt.
| Heidelburg geändert in  | Bickley                                        |
| Müller Park geändert in | Kitchener Park (seit 1981 wieder Mueller Park) |